# Arthropteris orientalis
Arthropteris orientalis là một loài dương xỉ trong họ Tectariaceae. Loài này được J.F. Gmel. Posth. mô tả khoa học đầu tiên năm 1924.